# Zhuanshi
Das chinesische Buch Zhuanshi (chinesisch 馔史 – „Geschichte der Getränke und Speisen“) ist ohne Angabe des Verfassernamens überliefert. Sein Umfang beträgt ein Heft (juan). Es ist kein Geschichtswerk im strengeren Sinne, worauf das Schriftzeichen 史 (shi) im chinesischen Titel schließen lassen könnte, sondern es handelt sich um vermischte Aufzeichnungen zum Thema Essen und Trinken.
Darin sind für die Geschichte der chinesischen Ess- und Trinkkultur der Zeit der Westlichen Jin-Dynastie bis  Südlichen Song-Dynastie wertvolle Materialien enthalten.
Das Werk besteht größtenteils aus Auszügen von Werken vergangener Zeiten.

## Datierung
Weil die darin berichteten Angelegenheiten nur bis zur Zeit der  Südlichen Song-Dynastie reichen, wird es in alten Ausgaben der Zeit der Yuan-Dynastie zugerechnet.

## Inhalt
Alles in dem Werk kreist um die Themen Kochkunst, Getränke und Speisen. Darin enthalten sind das Lüshi chunqiu Benwei (吕氏春秋.本味) und die Werke Anping gong shidan (安平公食单; "Speisekarte des Anping gong") von He Zeng (何曾) aus der Zeit der Jin-Dynastie, Shaoweiyan shidan (烧尾宴食单 „Speisekarte des Shaowei-Banketts“) von Wei Juyuan aus der Zeit der Tang-Dynastie, darin sind auch der Umfang des Appetits mancher Menschen aufgezeichnet und spezielle Vorlieben.

## Weitere Rezepte
Es enthält auch Auszüge aus den Werken Youyang zazu (酉阳杂俎) von Duan Chengshi (段成式) aus der Zeit der Tang-Dynastie, Dongjing meng Hua lu (东京梦华录) von Meng Yuanlao (孟元老) aus der Zeit der  Südlichen Song-Dynastie und Wulin jiushi (武林旧事) von Zhou Mi (周密) aus der Song-Dynastie, ferner des Taiping yulan aus der Tang-Dynastie und des Qingyilu aus der Zeit der Song-Dynastie.

## Alte Drucke und moderne Ausgaben
Das Werk ist in der alten Büchersammlung Xuehai leibian (学海类编) und in der japanischen Büchersammlung zur chinesischen Kochkunst namens Chugoku shokkei sosho enthalten.